# سی‌دی‌دبلیو
سی‌دی‌دبلیو (انگلیسی: CDW) شرکت فناوری اطلاعات آمریکایی است، که در سال ۱۹۸۴ توسط  مایکل کراسنی تأسیس شد.